# ایسمانینگ
ایسمانینگ (به آلمانی: Ismaning) یک شهر در آلمان است که در منطقه مونیخ واقع شده‌است.

## خصوصیات
ایسمانینگ ۴۰٫۱۹ کیلومترمربع مساحت دارد ۴۹۰ متر بالاتر از سطح دریا واقع شده‌است.